# Saab-Scania
Saab-Scania (Saab-Scania AB) — шведский производитель автомобилей, образованный в результате слияния в 1969 году двух компаний Saab AB и Scania-Vabis . Компания была расформирована 1995 году.

## История
Производитель грузовиков и автобусов Scania AB из города Седертелье объединились с производителем автомобилей и автобусов Saab AB из города Тролльхеттан 1 сентября 1969 года. Слияние означало, что Saab больше не нужно было импортировать британский двигатель Triumph Slant-4, и вместо этого он мог использовать двигатели Scania. В 1977 году Saab воспользовалась опытом Scania в области турбокомпрессоров и добавил один к своим двигателям, таким образом создав один из первых автомобильных двигателей с турбонаддувом, которые будут производиться в больших количествах.
Когда корпорация была разделена в 1995 году, название подразделения грузовых автомобилей и автобусов было изменено на Scania AB. Saab Aircraft (он же Saab AB) и Saab Automobile также были разделены, при этом General Motors купила крупный пакет акций Saab Automobile AB.

### Структура концерна
В связи с объединением было сформировано автомобильное подразделение, в котором производство легковых, грузовых автомобилей и автобусов собралось в Седертелье в качестве головного офиса. Однако в 1972 году подразделение было разделено на подразделение Scania и подразделение легковых автомобилей, и теперь штаб-квартира Saab по производству легковых автомобилей находилась в Нючёпинг под руководством Torsten Arnheim, внука эмигранта из Литвы Лейба Элиаса Тумповского. Прибыльной частью Группы было подразделение Scania и производство самолетов в Saab, в то время как подразделение легковых автомобилей часто оказывалось в центре внимания из-за своей убыточности.
В 1977 году у группы были далеко идущие планы по слиянию подразделения легковых автомобилей Saab с подразделением Volvo, но эти планы были отложены после протестов со стороны Saab. В середине 1970-х годов шведские производители легковых автомобилей находились в тяжелом кризисе, и в 1977 году было выдвинуто предложение о слиянии Saab-Scania и Volvo. Однако руководство Saab-Scania опасалось, что слияние приведет к исчезновению идентичности Saab, и генеральный директор Curt Mileikowsky получив планы слияния, убедил Marcus Wallenberg, Jr. отказаться от идеи. Однако разногласия по поводу слияния привели к тому, что Mileikowsky ушел с поста генерального директора в 1978 году.

## Подразделения
Saab-Scania состояла из следующих подразделений:
- Saab AB (самолёты) — до 1995 г.

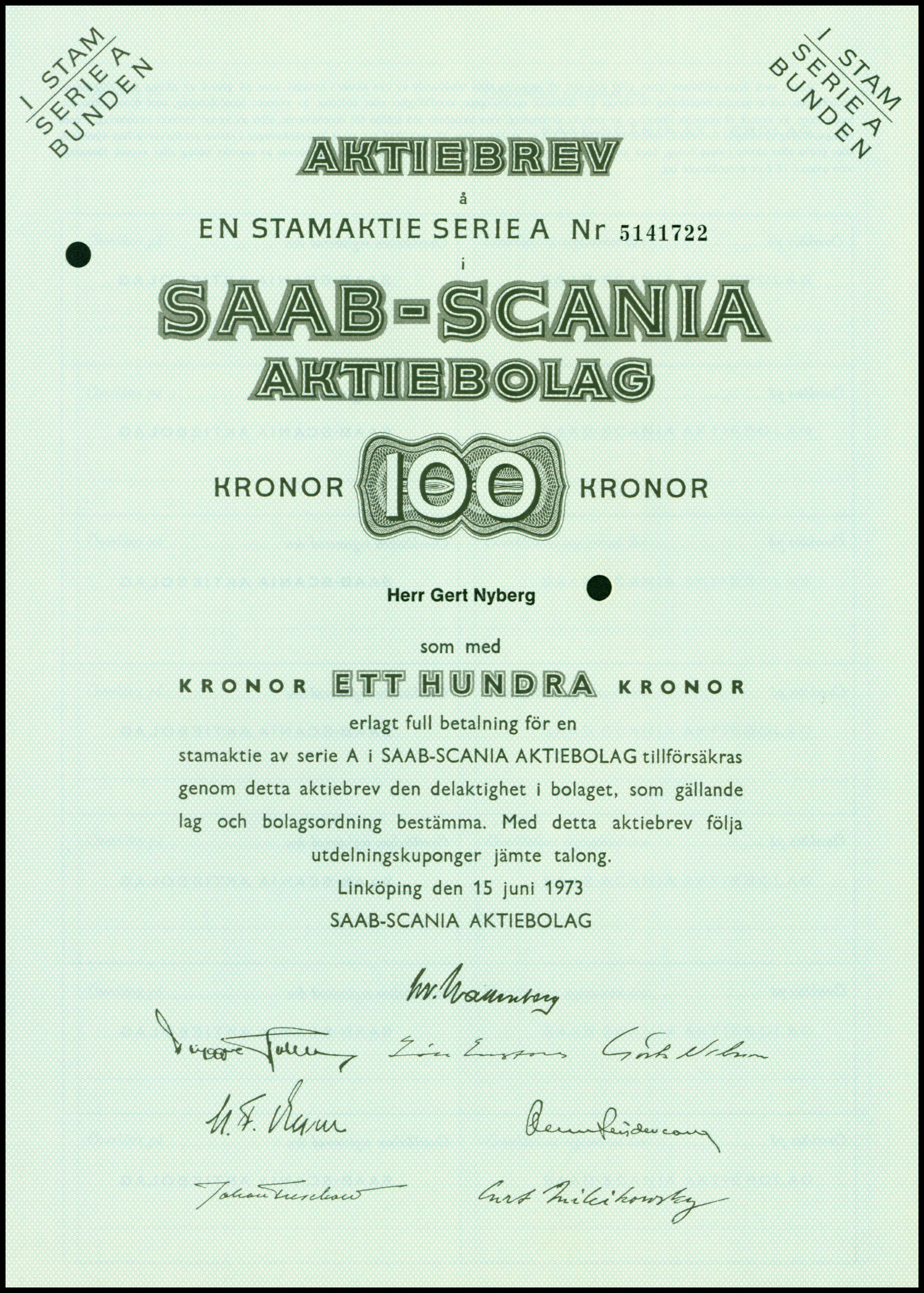
Акция Saab-Scania AB, выпущенная 15 июня 1973 г.

- Акция Saab-Scania AB, выпущенная 15 июня 1973 г.Saab Automobile (автомобили) — до 1990 г.
- Scania (Грузовики и автобусы) — до 1995 г.

## Дочерние компании
Saab-Scania имела следующие дочерние компании:
- AB Svenska Järnvägsverkstädernas Aeroplanavdelning (ASJA) — до 1981 г.
- Парк Норрахаммар — до 1983 года
- MJ — до 1984 г.
- Enertech — до 1988 г.
- Combitech — с 1982 по 1995 год.